# Lista de monarcas da Espanha

O brasão de armas do Rei da Espanha.

A lista de monarcas da Espanha começa, por tradição, com os Reis Católicos, Fernando II e Isabel I, reis de Aragão e Castela respectivamente. No entanto, mesmo que tenha se formado um Estado próprio, as regiões onde se encontravam os reinos independentes anteriores à unificação mantiveram suas tradições próprias, sendo que, até hoje, a denominação da Monarquia Espanhola inclui vários reinos (Reino de Castela, Aragão, Leão, Granada, Toledo, Galiza, Valência, etc).

## Dinastia Trastâmara
Em 1504 Joana de Castela herda Castela de sua mãe, Isabel I. Com a morte de seu pai em 1516, torna-se rainha de Aragão, e, posteriormente, da Espanha.
Nota: Joana ainda recebe os títulos de Rainha de Castela, Leão, Galiza, Aragão, Alta Navarra etc. sem ter o de Rainha da Espanha.
| Nome e Reinado                                                         | Retrato | Nascimento                                                                 | Casamento                               | Morte                       | Ref   |
| ---------------------------------------------------------------------- | ------- | -------------------------------------------------------------------------- | --------------------------------------- | --------------------------- | ----- |
| Joana I 23 de janeiro de 1516 – 12 de abril de 1555(39 anos e 79 dias) |         | 6 de novembro de 1479 filha de Fernando II do Aragão e Isabel I da Castela | Filipe I 21 de Outubro de 1496 6 filhos | 11 de abril de 1555 75 anos | [ 1 ] |

## Dinastia Habsburgo
Carlos I, filho de Joana de Castela de Filipe de Habsburgo, reina em conjunto com sua mãe até 1555, e sozinho até 1556, quando abdicou.
| Nome e Reinado                                                | Retrato                                               | Nascimento                                                      | Casamento(s)                                             | Morte                          | Ref   |
| ------------------------------------------------------------- | ----------------------------------------------------- | --------------------------------------------------------------- | -------------------------------------------------------- | ------------------------------ | ----- |
| Carlos I 30 de maio de 1516 – 16 de janeiro de 1556 (abdicou) |                                                       | 24 de fevereiro de 1500 filho de Joana I e de Filipe I          | Isabel de Portugal 1 de novembro de 1525 7 filhos        | 21 de setembro de 1558 58 anos | [ 2 ] |
| Filipe II 16 de janeiro de 1556 – 13 de setembro de 1598      |                                                       | 21 de maio de 1527 filho de Carlos I e Isabel de Portugal       | Maria Manuela de Portugal 15 de novembro de 1543 1 filho | 13 de setembro de 1598 71 anos | [ 3 ] |
| Filipe II 16 de janeiro de 1556 – 13 de setembro de 1598      | Maria I de Inglaterra 25 de julho de 1554 sem filhos  | 21 de maio de 1527 filho de Carlos I e Isabel de Portugal       |                                                          | 13 de setembro de 1598 71 anos | [ 3 ] |
| Filipe II 16 de janeiro de 1556 – 13 de setembro de 1598      | Isabel de Valois 22 de junho de 1559 2 filhas         | 21 de maio de 1527 filho de Carlos I e Isabel de Portugal       |                                                          | 13 de setembro de 1598 71 anos | [ 3 ] |
| Filipe II 16 de janeiro de 1556 – 13 de setembro de 1598      | Ana da Áustria 12 de novembro de 1570 6 filhos        | 21 de maio de 1527 filho de Carlos I e Isabel de Portugal       |                                                          | 13 de setembro de 1598 71 anos | [ 3 ] |
| Filipe III 13 de setembro de 1598 – 31 de março de 1621       |                                                       | 14 de Abril de 1578 filho de Filipe II e Ana da Áustria         | Margarida da Áustria 18 de abril de 1599 8 filhos        | 31 de Março de 1621 42 anos    | [ 4 ] |
| Filipe IV 31 de março de 1621 – 17 de setembro de 1665        |                                                       | 8 de abril de 1605 filho de Filipe III e Margarida de Áustria   | Isabel de França 18 de outubro de 1615 8 filhos          | 17 de setembro de 1665 60 anos | [ 5 ] |
| Filipe IV 31 de março de 1621 – 17 de setembro de 1665        | Maria Ana da Áustria 7 de outubro de 1649 5 filhos    | 8 de abril de 1605 filho de Filipe III e Margarida de Áustria   |                                                          | 17 de setembro de 1665 60 anos | [ 5 ] |
| Carlos II 17 de setembro de 1665 – 1 de novembro de 1700      |                                                       | 6 de novembro de 1661 filho de Filipe IV e Maria Ana de Áustria | Maria Luísa de Orleães 19 de novembro de 1679 sem filhos | 1 de novembro de 1700 38 anos  | [ 6 ] |
| Carlos II 17 de setembro de 1665 – 1 de novembro de 1700      | Maria Ana de Neuburgo 28 de agosto de 1689 sem filhos | 6 de novembro de 1661 filho de Filipe IV e Maria Ana de Áustria |                                                          | 1 de novembro de 1700 38 anos  | [ 6 ] |

## Dinastia Bourbon
Carlos II morreu sem filhos, sendo sucedido por Filipe de Anjou neto de Luís XIV da França e bisneto de  Filipe IV.
Nota: Foi a partir de Filipe V que oficialmente recebeu o título de Rei da Espanha.
| Nome                                                                                | Retrato                                                          | Nascimento                                                                                   | Casamento(s)                                               | Morte                          | Ref    |
| ----------------------------------------------------------------------------------- | ---------------------------------------------------------------- | -------------------------------------------------------------------------------------------- | ---------------------------------------------------------- | ------------------------------ | ------ |
| Filipe V 15 de novembro de 1700 – 14 de janeiro de 1724 (abdicou, primeiro reinado) |                                                                  | 19 de dezembro de 1683 filho de Luís, Grande Delfim da França e Maria Ana Vitória da Baviera | Maria Luísa de Saboia 3 de novembro de 1701 4 filhos       | 17 de setembro de 1746 62 anos | [ 7 ]  |
| Filipe V 15 de novembro de 1700 – 14 de janeiro de 1724 (abdicou, primeiro reinado) | Isabel Farnésio 24 de dezembro de 1714 7 filhos                  | 19 de dezembro de 1683 filho de Luís, Grande Delfim da França e Maria Ana Vitória da Baviera |                                                            | 17 de setembro de 1746 62 anos | [ 7 ]  |
| Luís I 14 de janeiro – 31 de agosto de 1724                                         |                                                                  | 25 de agosto de 1707 filho de Filipe V e Maria Luísa de Saboia                               | Luísa Isabel de Orleães 20 de janeiro de 1722 sem filhos   | 31 de agosto de 1724 17 anos   | [ 8 ]  |
| Filipe V 31 de agosto de 1724 – 9 de julho de 1746 (segundo reinado)                |                                                                  | 19 de dezembro de 1683 filho de Luís, Grande Delfim da França e Maria Ana Vitória da Baviera | Maria Luísa de Saboia 3 de novembro de 1701 4 filhos       | 17 de setembro de 1746 62 anos | [ 7 ]  |
| Filipe V 31 de agosto de 1724 – 9 de julho de 1746 (segundo reinado)                | Isabel de Parma 24 de dezembro de 1714 7 filhos                  | 19 de dezembro de 1683 filho de Luís, Grande Delfim da França e Maria Ana Vitória da Baviera |                                                            | 17 de setembro de 1746 62 anos | [ 7 ]  |
| Fernando VI 9 de julho de 1746 – 10 de agosto de 1759                               |                                                                  | 23 de Setembro de 1713 filho de Filipe V e Maria Luísa de Saboia                             | Maria Bárbara de Bragança 11 de janeiro de 1723 sem filhos | 10 de agosto de 1759 45 anos   | [ 9 ]  |
| Carlos III 10 de agosto de 1759 – 14 de dezembro de 1788                            |                                                                  | 20 de janeiro de 1716 filho de Filipe V e Isabel Farnésio                                    | Maria Amália da Saxônia 8 de maio de 1738 13 filhos        | 14 de dezembro de 1788 72 anos | [ 10 ] |
| Carlos IV 14 de dezembro de 1788 – 17 de março de 1808 (abdicou)                    |                                                                  | 11 de Novembro de 1748 filho de Carlos III e Maria Amália da Saxônia                         | Maria Luísa de Parma 4 de setembro de 1765 15 filhos       | 20 de janeiro de 1819 70 anos  | [ 11 ] |
| Fernando VII 19 de março – 6 de maio de 1808 (abdicou, primeiro reinado)            |                                                                  | 14 de outubro de 1784 filho de Carlos IV e Maria Luísa de Parma                              | Maria Antônia de Nápoles 6 de outubro de 1802 sem filhos   | 29 de setembro de 1833 48 anos | [ 12 ] |
| Fernando VII 19 de março – 6 de maio de 1808 (abdicou, primeiro reinado)            | Maria Isabel de Bragança 29 de setembro de 1816 1 filha          | 14 de outubro de 1784 filho de Carlos IV e Maria Luísa de Parma                              |                                                            | 29 de setembro de 1833 48 anos | [ 12 ] |
| Fernando VII 19 de março – 6 de maio de 1808 (abdicou, primeiro reinado)            | Maria Josefa da Saxônia 20 de outubro de 1819 sem filhos         | 14 de outubro de 1784 filho de Carlos IV e Maria Luísa de Parma                              |                                                            | 29 de setembro de 1833 48 anos | [ 12 ] |
| Fernando VII 19 de março – 6 de maio de 1808 (abdicou, primeiro reinado)            | Maria Cristina das Duas Sicílias 11 de dezembro de 1829 2 filhas | 14 de outubro de 1784 filho de Carlos IV e Maria Luísa de Parma                              |                                                            | 29 de setembro de 1833 48 anos | [ 12 ] |

## Dinastia Bonaparte
Fernando VII foi deposto por Napoleão I da França, que colocou seu irmão José no trono, que se tornou José I de Espanha.
| Nome                                                         | Retrato | Nascimento                                                                   | Casamento                                | Morte                       | Ref    |
| ------------------------------------------------------------ | ------- | ---------------------------------------------------------------------------- | ---------------------------------------- | --------------------------- | ------ |
| José I 5 de Junho de 1808 – 13 de dezembro de 1813 (abdicou) |         | 7 de janeiro de 1768 filho de Carlo Maria Bonaparte e Maria Letícia Ramolino | Júlia Clary 1 de agosto de 1794 3 filhas | 28 de julho de 1844 76 anos | [ 13 ] |

## Dinastia Bourbon (restaurada, primeira vez)
Após a Guerra Peninsular, Fernando VII voltou ao trono. Esta foi a primeira restauração Bourbon.
| Nome                                                                           | Retrato                                                          | Nascimento                                                                     | Casamento(s)                                             | Morte                          | Ref    |
| ------------------------------------------------------------------------------ | ---------------------------------------------------------------- | ------------------------------------------------------------------------------ | -------------------------------------------------------- | ------------------------------ | ------ |
| Fernando VII 13 de dezembro de 1813 – 19 de setembro de 1833 (segundo reinado) |                                                                  | 14 de outubro de 1784 filho de Carlos IV e Maria Luísa de Parma                | Maria Antônia de Nápoles 6 de outubro de 1802 sem filhos | 29 de setembro de 1833 48 anos | [ 12 ] |
| Fernando VII 13 de dezembro de 1813 – 19 de setembro de 1833 (segundo reinado) | Maria Isabel de Bragança 29 de setembro de 1816 1 filha          | 14 de outubro de 1784 filho de Carlos IV e Maria Luísa de Parma                |                                                          | 29 de setembro de 1833 48 anos | [ 12 ] |
| Fernando VII 13 de dezembro de 1813 – 19 de setembro de 1833 (segundo reinado) | Maria Josefa da Saxônia 20 de outubro de 1819 sem filhos         | 14 de outubro de 1784 filho de Carlos IV e Maria Luísa de Parma                |                                                          | 29 de setembro de 1833 48 anos | [ 12 ] |
| Fernando VII 13 de dezembro de 1813 – 19 de setembro de 1833 (segundo reinado) | Maria Cristina das Duas Sicílias 11 de dezembro de 1829 2 filhas | 14 de outubro de 1784 filho de Carlos IV e Maria Luísa de Parma                |                                                          | 29 de setembro de 1833 48 anos | [ 12 ] |
| Isabel II 2 de outubro de 1833 – 30 de setembro de 1868 (deposta)              |                                                                  | 10 de outubro de 1830 filha de Fernando VII e Maria Cristina das Duas Sicílias | Francisco, Duque de Cádis 10 de outubro de 1846 8 filhos | 9 de abril de 1904 73 anos     | [ 14 ] |

## Dinastia Saboia
Isabel foi deposta em 1868 e as Cortes introduziram uma nova dinastia. Amadeu foi deposto e deu-se início a Primeira República Espanhola.
| Nome                                                                | Retrato                                                | Nascimento                                                                   | Casamentos                                          | Morte                         | Ref    |
| ------------------------------------------------------------------- | ------------------------------------------------------ | ---------------------------------------------------------------------------- | --------------------------------------------------- | ----------------------------- | ------ |
| Amadeu I 16 de novembro de 1870 – 11 de fevereiro de 1873 (abdicou) |                                                        | 30 de maio de 1845 filho de Vítor Emanuel II da Itália e Adelaide da Áustria | Maria Vitória del Pozzo 30 de maio de 1863 3 filhos | 18 de janeiro de 1890 44 anos | [ 15 ] |
| Amadeu I 16 de novembro de 1870 – 11 de fevereiro de 1873 (abdicou) | Maria Letícia Bonaparte 11 de setembro de 1888 1 filho | 30 de maio de 1845 filho de Vítor Emanuel II da Itália e Adelaide da Áustria |                                                     | 18 de janeiro de 1890 44 anos | [ 15 ] |

## Dinastia Bourbon (restaurada, segunda vez)
Após a abdicação de Amadeu I e o fim da Primeira República Espanhola, os Bourbons voltaram ao poder. Esta foi a segunda restauração Bourbon.
| Nome                                                           | Retrato                                                   | Nascimento                                                                | Casamento(s)                                                   | Morte                           | Ref    |
| -------------------------------------------------------------- | --------------------------------------------------------- | ------------------------------------------------------------------------- | -------------------------------------------------------------- | ------------------------------- | ------ |
| Afonso XII 29 de dezembro de 1874 – 25 de novembro de 1885     |                                                           | 28 de Novembro de 1857 filho de Francisco de Assis de Espanha e Isabel II | Maria das Mercedes de Orleães 23 de janeiro de 1878 sem filhos | 25 de novembro de 1885 27 anos  | [ 16 ] |
| Afonso XII 29 de dezembro de 1874 – 25 de novembro de 1885     | Maria Cristina da Áustria 29 de novembro de 1879 3 filhos | 28 de Novembro de 1857 filho de Francisco de Assis de Espanha e Isabel II |                                                                | 25 de novembro de 1885 27 anos  | [ 16 ] |
| Afonso XIII 17 de maio de 1886 – 14 de abril de 1931 (abdicou) |                                                           | 17 de maio de 1886 filho de Afonso XII e Maria Cristina da Áustria        | Vitória Eugénia de Battenberg 31 de março de 1906 7 filhos     | 28 de fevereiro de 1941 54 anos | [ 17 ] |

## Segunda República
Afonso XIII foi deposto e a Segunda República Espanhola foi implantada, morrendo em 1941. Seu filho, João, Conde de Barcelona, foi o herdeiro da coroa espanhola de 1941 até 1975, quando seu filho Juan Carlos assumiu o trono espanhol na terceira restauração Bourbon. Se a República espanhola não tivesse ocorrido, João de Bourbon se tornaria João III da Espanha.

## Dinastia Bourbon (restaurada, terceira vez)
Após a Guerra Civil Espanhola e o regime de Franco, Juan Carlos foi indicado herdeiro de João de Bourbon e assumiu em 1975. Esta foi a terceira restauração Bourbon.
| Nome                                                               | Retrato | Nascimento                                                                       | Casamento                                               | Morte | Ref    |
| ------------------------------------------------------------------ | ------- | -------------------------------------------------------------------------------- | ------------------------------------------------------- | ----- | ------ |
| Juan Carlos 22 de novembro de 1975 – 18 de junho de 2014 (abdicou) |         | 5 de janeiro de 1938 filho de João da Espanha e Maria Mercedes das Duas Sicílias | Sofia da Grécia e Dinamarca 14 de maio de 1962 3 filhos |       | [ 18 ] |
| Filipe VI 19 de junho de 2014 – atualmente                         |         | 30 de janeiro de 1968 filho de Juan Carlos e Sofia da Grécia e Dinamarca         | Letícia Rocasolano 22 de maio de 2004 2 filhas          |       | [ 19 ] |